# Begonia johnstonii
Espèce
Synonymes
- Begonia johnstonii f. pilosa Irmsch.[1]

Begonia johnstonii est une espèce de plantes de la famille des Begoniaceae.
Ce bégonia est originaire d'Afrique de l'Est. L'espèce fait partie de la section Rostrobegonia. Elle a été décrite en 1886 par le botaniste britannique Joseph Dalton Hooker (1817-1911), à la suite des travaux de son homologue Daniel Oliver (1830-1916). L'épithète spécifique est un hommage à l'explorateur britannique Harry Johnston qui a répertorié cette plante alors qu'il dirigeait une expédition scientifique au Kilimandjaro en 1884.

## Répartition géographique
Cette espèce est originaire des pays suivants : Kenya ; Tanzanie.